# Estádio Olímpico Municipal Gilberto Mestrinho
O Estádio Olímpico Municipal Gilberto Mestrinho, conhecido como Gilbertão, é um estádio olímpico localizado na cidade de Manacapuru, na Região Metropolitana de Manaus, estado do Amazonas.

## História
O estádio foi construído durante o governo de Gilberto Mestrinho, custando na época cerca de 35 milhões de cruzados. O nome, obviamente, foi dado em homenagem ao então governador. Foi inaugurado oficialmente em 9 de Novembro de 1986, com a suposta capacidade de 15 mil lugares, um público que jamais recebeu. Neste dia, foi realizada uma partida entre Nacional (atual campeão amazonense) e a Seleção de Futebol de Manacapuru. Helinho, do Nacional, fez o primeiro gol no estádio, aos 39 do 1º tempo, com Rildo empatando de pênalti para os locais, no 2º tempo.
- 9 de Novembro de 1986 - Seleção de Manacapuru 1x1 Nacional

A primeira partida oficial ocorreu cerca de três meses depois, em 22 de Fevereiro de 1987, com a estreia profissional do Princesa do Solimões enfrentando o Rio Negro. O clube local foi derrotado por 3x2, diante de 2.409 pagantes.
- 22 de Fevereiro de 1987 - Princesa do Solimões 2x3 Rio Negro

### Maior Público
O maior público registrado no estádio em jogos oficiais ocorreu em 26 de Maio de 2013, quando o estádio recebeu a final do Campeonato Amazonense de Futebol, entre Princesa do Solimões e Nacional. Este evento recebeu 8.032 pessoas, e o estádio se apresentava completamente lotado. O clube manauara venceu a partida por 2x0, levando a decisão para os pênaltis, uma vez que os locais venceu a primeira partida, em Manaus, por 3x1. Nos pênaltis, o Princesa venceu por 7x6 e conquistou o seu primeiro título estadual.
- 26 de Maio de 2013 - Princesa 0x2 (7x6) Nacional - Estádio Gilberto Mestrinho - 8.032 torcedores presentes.

## Características
No Cadastro Nacional de Estádios de Futebol de 2009, o estádio teve sua capacidade estimada em 15 mil lugares.. Apesar disso, o estádio nunca recebeu público superior a 8 mil pessoas em jogos oficiais. 
O estádio é completamente murado, sem aberturas à área externa a não ser seus portões. Tem formato oval e uma grande área externa que deveria servir de estacionamento, mas não é asfaltada. Ao redor do campo há a pista de atletismo, ou deveria haver, uma vez que não há qualquer demarcação e piso, sendo apenas um largo espaço entre as arquibancadas e o campo. Há dois setores de arquibancada do comprimento de cada lado do campo, sendo os que geralmente estão liberados e comportam público de cerca de 4.500 pessoas. Fechando o circulo ao redor da pista de atletismo, há duas gerais, que justificam a maior parte da capacidade do estádio, mas que raramente estão liberadas para o público.

### Últimas reformas
Após a conquista do título estadual de 2013 por parte do Princesa do Solimões, o estádio precisaria de melhorias para receber as partidas interestaduais do clube em 2014. Uma reforma foi prometida para iniciar em Outubro de 2013, pelo então governador Omar Aziz. O estádio receberia estruturas dos estádios demolidos em Manaus, como parte da cobertura do Estádio Vivaldo Lima e 4 torres de iluminação e 160 refletores do Estádio Ismael Benigno.
Apesar do caráter emergencial, o estádio só foi fechado em Março para executar a obra, com ordem de investimento de R$ 2.481.225,97 vindos dos cofres do governo do estado. Entre as principais partes da obra, estavam a instalação da iluminação e um sistema de drenagem para o campo, que seria reparado, além de reforma dos vestiários e dos banheiros. A obra foi tocada pela construtora Vale do Rio Verde, e sendo prevista para ser entregue ainda em 2014, atrasou em muito, com nova previsão de entrega para junho de 2015. Por conta disso, o Princesa teve que fazer todo seu calendário nacional atuando como mandante em Manaus. Conforme a 2ª previsão, a obra foi entregue em 12 de Junho de 2015, com 1 ano e meio de duração, custando agora cerca de R$3,1 milhões, com reforma geral. Neste dia houve uma partida entre os times júnior de Princesa e Operário, com vitória do primeiro por 2x0. Em 22 de Julho de 2015 a Secretaria de Estado e Infraestrutura (Seinfra) entregou o estádio para a prefeitura de Manacapuru.
Apesar de supostamente estar apto a receber partidas noturnas, com a instalação dos postes e refletores da antiga estrutura do Estádio Ismael Benigno, ainda em 2016 se falava sobre a possibilidade do primeiro jogo noturno no estádio, o que acabou não acontecendo naquela temporada. O 1º jogo noturno de fato foi apenas em 2018, quando o Princesa foi derrotado pelo Interporto-TO por 2x0, em 24 de Janeiro daquele ano. Na ocasião, o clube local foi eliminado diante de 1.204 pagantes.
Menos de 10 anos depois dessa obra mais importante de 2014, no final de 2022 foi novamente anunciado que o estádio passaria por reformas para se adequar à normas da Confederação Brasileira de Futebol. Desta vez haveria reformas nos vestiários, troca da parte elétrica, e a construção de um novo túnel, com orçamento de R$500 mil. E novamente era dito que o estádio se tornaria apto a receber partidas noturnas. Em 2023, a prefeitura de Manacapuru instalou 80 refletores de LED e 40 de mercúrio, tornando o estádio apto a receber jogos noturnos novamente.